# Pramousquier
Pramousquier est une localité de la commune du Lavandou ; elle est partagée avec la commune voisine du Rayol-Canadel.

## Géographie
Pramousquier se situe dans un cirque dominé au nord par la crête du massif des Maures culminant à environ 350 mètres, et bordé au sud par la mer Méditerranée. Sa plage de sable fin s'étend sur une longueur d'environ 300 mètres entre le cap Nègre à l'ouest et les falaises du littoral du Rayol-Canadel à l'est. À chacune de ces extrémités, on peut voir sous la falaise orientale une cabane de pêcheur récemment rénovée, et du côté occidental, plus discrètes sous le cap Nègre, les ruines de deux casemates construites par l'armée d'occupation allemande en 1943.
La ravine du Fontalde (Fontlade d'après E. Danvin), ruisseau souvent à sec, mais parfois torrentiel, sert de limite administrative entre la communea du Lavandou et celle du Rayol-Canadel. Ce micro estuaire est un des rares survivants des terrains cultivés entre deux corniches du littoral du Massif des Maures, puisqu'on y trouve encore quelques vignes. On peut deviner sur les pentes qui dominent le hameau le relief des anciennes terrasses de cultures de fleurs et de primeurs qu'on y faisait encore avant-guerre.

## Toponymie
Une étymologie douteuse fait de Pramousquier une déformation de l'ancien provençal « pèr lou monastié » signifiant « pour le monastère » ; d'après Emmanuel Davin, c'est la formule qu'aurait invoquée un chartreux venant de la chartreuse de la Verne, dont dépendait alors Pramousquier, pour réclamer le cens annuel aux quelques habitants du lieu. La première carte topographique du littoral varois, la carte de Cassini du XVIIIe siècle, nomme l'endroit « Plage de Port-Mousquier ». Une étymologie plus vraisemblable rattache Pramousquier aux vocables pra (pré) et mousquié (endroit où il y a beaucoup de mouches) selon son ancienne graphie Prémousquié.

## Histoire
Avant l'arrivée de la ligne du littoral varois à voie métrique, entre Hyères et Saint-Raphaël, en 1890, Pramousquier n'était habitée que de façon saisonnière, et était difficilement accessible autrement que par la mer, comme le reste du littoral varois situé entre Le Lavandou et Cavalaire. À partir de cette date, la petite plage aura alors droit à un poste d'arrêt ferroviaire qui la fera connaître des touristes, amateurs de discrétion et de détente balnéaire.
Plusieurs personnalités, françaises ou étrangères, ont fréquenté Pramousquier dans l'entre-deux-guerres. Parmi celles-ci, se trouve la collectionneuse d'art et philanthrope Peggy Guggenheim, qui y accueillit la célèbre anarchiste américaine Emma Goldman. À la même époque, en 1922, Jean Cocteau a passé ses vacances à Pramousqier avec Raymond Radiguet ; ils y rédigent Thomas l'imposteur pour le premier et Le Bal du comte d'Orgel pour le second. Plus tard, en 1938, Cocteau y recevra le jeune acteur Jean Marais.
Le site devient en août 1944 un champ de bataille, puisqu'il est un des objectifs des commandos d'Afrique qui, dans la nuit du 14 au 15 août, escaladent le cap Nègre pour détruire les batteries côtières allemandes qui dominent de part et d'autre du cap la plage de Pramousquier et celle de Cavalière. Dans les journées suivantes, les troupes américaines et françaises utilisent la plage de Pramousquier comme site de débarquement annexe.
La limite entre les territoires des communes du Lavandou et du Rayol-Canadel coïncidait avec celle séparant les cantons de  Collobrières et de  Saint-Tropez. Le redécoupage des cantons du Var de 2014 a eu pour effet de supprimer ces cantons, et de rattacher les communes du Lavandou et du Rayol-Canadel au même canton de La Crau, faisant perdre de la sorte à Pramousquier a son statut frontière cantonale.

## Transports
Pramousquier se trouve à l'extrémité orientale de la voie verte V65 commençant à Toulon. Cette voie s'interrompt ensuite sur 6,6 km avant de reprendre avant Cavalaire car elle n'est pas encore aménagée sur le territoire de la commune du Rayol-Canadel.
Les travaux de la section Pramousquier - La Voulte (1,8 km jusqu'au Canadel) doivent se terminer à l'été 2025.